# Кіносіта Кейсуке
Кейсуке Кіносіта (яп. 木下 惠介 Kinoshita Keisuke, 5 грудня 1912, Хамамацу — 30 грудня 1998, Токіо) — японський кінорежисер.

## Біографія
З сім'ї крамаря. З 8 років — до невдоволення батьків — захопився кіно. Втік в Кіото, щоб стати режисером, був повернутий додому. Зрештою, з 1935 року почав працювати асистентом кінооператора, в тому числі — на фільмах Ясудзіро Одзу, писав кіносценарії. В якості режисера-постановника дебютував у 1943 році. Зняв 50 фільмів, багато з яких були позначені національними та міжнародними преміями. Входив у творче об'єднання Чотири вершники разом із Акіро Куросавою, Масакі Кобаясі та Кон Ітікавою.

## Особисте життя
Кіносіта Кейсуке був геєм.

## Вибрана фільмографія
- 1944: Армія / 陸軍
- 1946: Ранок сім'ї Осонэ
- 1947: Заміжжя
- 1947: Фенікс
- 1948: Жінка
- 1948: Порушений заповіт
- 1949: Привид Ецуі (за п'єсою театру кабукі)
- 1951: Кармен повертається додому (перший кольоровий фільм в Японії)
- 1952: Чиста любов Кармен
- 1953: Японська трагедія
- 1955: Дванадцять пар очей (Золотий глобус)
- 1955: Ти була подібна дикій хризантемі
- 1958: Легенда про Нараяме (номінація на Золотого лева Венеціанського МКФ, премія Майніті за кращу режисуру і кращий фільм)
- 1959: Пелюстки на вітрі
- 1959: Прощання з весною
- 1960: Річка Сумною флейти
- 1960: Весняні мрії
- 1961: Вічна любов (номінація на Оскар за кращий іноземний фільм)
- 1963: Легенда чи бувальщина?
- 1976: Любов і розлука в Шрі Ланці
- 1979: Мій син убитий!
- 1980: І батько, і мати
- 1983: Діти Нагасакі
- 1986: Великі радості, маленькі прикрощі
- 1988: Батько

## Визнання
- Порядок сонця (1984)